# Labirynt nad morzem
Labirynt nad morzem – zbiór szkiców i esejów Zbigniewa Herberta wydany pośmiertnie w 2000 roku.
Książka ta zawiera głównie eseje poświęcone kulturze i historii antycznej. Herbert pisze między innymi o starożytnej Grecji, o cywilizacji Etrusków i rzymskich podbojach Europy. Wraz z Barbarzyńcą w ogrodzie oraz Martwą naturą z wędzidłem tworzy swego rodzaju trylogię publikacji Herberta na temat historii i sztuki Europy od czasów starożytnych do współczesnych.

## Historia publikacji książki
Zbigniew Herbert podpisał umowę o wydanie książki z wydawnictwem „Czytelnik” w kwietniu 1965, przy czym oddanie tekstu miało nastąpić do końca 1965. Poeta nie skończył jednak pisać swojego dzieła w terminie, a maszynopis przekazał wydawcy dopiero w maju 1973. Nie była to praca ukończona (autor wciąż pracował nad jednym szkicem). Dodatkowo od lutego 1976 do połowy czerwca 1979 Z. Herbert został objęty w PRL zakazem druku. Ostatecznie w grudniu 1982 autor wycofał maszynopis z wydawnictwa.
Herbert wracał do zamysłu opublikowania Labiryntu... jeszcze w latach 90. XX wieku, jednak z uwagi na pogarszający się stan zdrowia, pomysł ten musiał zejść na dalszy plan. Dopiero w 1999 roku, wdowa po Herbercie powierzyła „Fundacji Zeszytów Literackich” maszynopis Labiryntu... z ponownym zamiarem skierowania do druku. Książka została opublikowana w 2000 roku nakładem „Fundacji Zeszytów Literackich”.